# Ужасный старик
«Ужасный старик» (англ. The Terrible Old Man), или «Страшный старик», — короткий рассказ из 1200 слов американского писателя Говарда Филлипса Лавкрафта, написанный 28 января 1920 года. Впервые изданный в июльском журнале The Tryout 1921 года. В рассказе впервые используется окружение воображаемой сельской местности Новой Англии и появляется вымышленный город Кингспорт.
История о судьбе трёх грабителей подверглась критике со стороны Питера Кэннона за откровенную ксенофобную полемику против иммигрантов.

## Сюжет
Жители Кингспорта боятся старика, который живёт в старинном доме на Приморской улице в Кингспорте. Он настолько стар, что никто не помнит был ли он вообще молодым и какое у него имя. Местные жители считают, что он был капитаном корабля, что ходил в восточно-индийские моря. Старик имеет причуды: он разговаривает с маятниками в бутылках, обращаясь к ним по именам, — Джек, Меченный, Длинный Том, Джо-Испанец, Питерс и Мэйт Элис (Jack, Scar-Face, Long Tom, Spanish Joe, Peters, and Mate Ellis). Поговаривают, что бутылки дрожат ему в ответ.

Старик расплачивается в магазине золотом и это привлекает внимание грабителей. Господа Анджело Риччи и Мануэль Сильва залезают в дом старика, а Джо Чанек ожидал их в автомобиле. Из дома раздаются крики. Внезапно дверь распахивается и выходят не грабители, а сам старик. 
За воротами прозвучало постукивание при ходьбе и поворот заржавелой задвижки. Тяжелая дверь распахнулась вовнутрь. Ужасный старик, опирался на свою сучковатую трость и отвратительно ухмылялся. Чанек впервые обратил внимание на то, что глаза у старика желтые. 
Жители Кингспорта долго судачили о трех телах, которые были исполосованы множеством сабельных ударов и обезображены, как если бы их растоптали поступью вереницы обутых ног.

## Персонажи
- Ужасный Старик (The Terrible Old Man) — отпугивает своим видом, живёт один в обветшалом доме вблизи побережья, на Приморской улице. В свое время старый морской волк служил капитаном клипера в Ист-Индии, впрочем, это было так давно, что никто не мог вспомнить, когда Старик был молод. Неразговорчив, скрытен, необычайно стар, крайне немощный человек. Старик был богат и расплачивается испанским золотом и серебром, отчеканенным более двух веков назад.
- Анджело Риччи, Джо Чанек и Мануэль Сильва (Angelo Ricci, Joe Czanek and Manuel Silva) — грабители, чужаки, их жизнь лежала за пределами круга привычек и традиций Новой Англии.
- Жители Кингспорта (The people of Kingsport) — боятся Страшного Старика, предпочитают избегать его.

## Критика
Питер Кэннон, исследователь творчества Лавкрафта, пренебрежительно описывает рассказ как «чуть более, чем обычную полемику о вторжении людей, которых Лавкрафт рассматривает как „иностранцев“, то есть не английских иммигрантов, прибывших в XIX веке как дешёвая рабочая сила, чтобы заполнить фабрики Америки».
С. Т. Джоши назвал этот рассказ как вдохновленный творчеством лорда Дансени и «Вероятное приключение трёх литературных людей». Джоши писал, что современные критики «пытались отрицать расизм, кажущийся очевидным в этом произведении», однако, Лавкрафт получал очевидное удовлетворение, убивая преступных иммигрантов. Колдун, который убивает людей угодивших в его призрачный дом — популярный образ в готической литературе.

## «Страна Лавкрафта»
В этом рассказе впервые появились элементы окружения Новой Англии, — типичной для воображаемой «Страны Лавкрафта»; а также Кингспорт:
Обитатели Кингспорта рассказывали про Ужасного Старика, который жил на приморской улице. Во дворике своего старого и заброшенного жилища, среди сучковатых деревьев он держал странную коллекцию больших камней, необычно расположенных и разукрашенных так, что они походили на идолов некого мрачного восточного храма. Незначительные происшествия приводят в заметное волнение маленькие города, посему население Кингспорта судачило всю весну и лето о трех неопознанных телах. Некоторые люди даже судачили о таких пустяковых вещах, как оставленный автомобиль найденный на Корабельной улице или о серии особенно нечеловеческих криках, услышанных ночью, бодрствующими жителями. 

## Связь с другими произведениями
Лавкрафт часто описывает колдунов со светящимися глазами, которых можно встретить в произведениях: «Картина в доме», «Праздник», «Загадочный дом на туманном утёсе», «Модель для Пикмана», «Случай Чарльза Декстера Варда» и других.

## Переводы
В первом варианте перевода Э. Серовой рассказ был назван «Странный старик». Один из последующих переводчиков рассказа О. Мичковский указал, что ему видится как опечатка корректора при издании, а не ошибка переводчика. Так как слова страшный — «terrible» и странный — «strange» сложно спутать на английском, а на русском эти слова как раз схожи — можно букву «ш» принять за «н».